# فيرا يوجينة أندروس
فيرا يوجينة أندروس (بالإنجليزية: Vera Eugenia Andrus)‏ هي مصممة ليثوغراف ورسامة أمريكية، ولدت في 1895 في بليموث في الولايات المتحدة، وتوفيت في 1979 في Rockport, Massachusetts ‏ في الولايات المتحدة.